# 2002年のテレビ特別番組一覧
2002年のテレビ特別番組一覧(2002ねんのテレビとくべつばんぐみいちらん)
本項では、2002年に日本で放送されたテレビの特別番組をまとめる。
主な出典：各テレビ局HP、ニュース関連サイト、「デジタルTVガイド」ほかテレビ雑誌各誌

## 単発特番
記事が立項されている番組、および、他年度を含めると通算2度以上放送されている番組に限定して記載する。

### 1月放送
- 1日
  - ウンナンVSモーニング娘。激突視聴率獲得サバイバルで生ハッスル挑戦テレビ（日本テレビ）
  - ナイナイ矢部ッチFC 2002W杯応援宣言スペシャル（テレビ朝日）
  - 禁じられた遊び（フジテレビ）※パイロット版
- 2日
  - おばちゃん1000万円!!（MBS毎日放送）
  - プロ野球オールスター場外乱闘ホントのところ日本一はどこなんだスペシャル（関西テレビ）

### 7月放送
- 20日 - 子供たちに残そう! 美しい地球 赤道熱帯大紀行（中京テレビ）
- 28日 - 今晩泊めて!有名人ふれあい田舎暮らし（テレビ東京）

### 8月放送
- 3日 - めざせ!究極の世界寿司、握って握って in イタリア（ミヤギテレビ）
- 14日
  - 拓郎&マチャミの夜のヒットパレード（フジテレビ）
  - 魔界潜入!怪奇心霊（秘）ファイル（テレビ朝日）

### 9月放送
- 26日 - 松本人志・中居正広VS日本テレビ 持ってく?1000万円!（日本テレビ）

### 10月放送
- 5日 - Laugh&Peace!!笑いは日本を救うスペシャル（日本テレビ）

### 12月放送
- 7日 - 久本雅美のお宅の悩み引き受けた（日本テレビ）
- 26日 - 明石家さんまの年末フジテレビ大反省会2002（フジテレビ）
- 30日 - たけしの最終警告スペシャル!本当は怖い家庭の医学（ABC朝日放送）
- 31日
  - FNSザ・クイズ2002 （フジテレビ）
  - 年越しロンドンブーツ俺達の選ぶTV名場面全部見せちゃうぞSP（フジテレビ）

## 2回放送以上のシリーズ番組
※レギュラー化前の特番、打ち切り後の復活特番も扱っています。

### 1月放送
- 1日
  - 高橋尚子「夢に向かって」世界最高への第2章（フジテレビ）
  - 第35回初詣!爆笑ヒットパレード（フジテレビ）
  - 新春湯けむり生中継!!全国温泉決死の生き残り大作戦（テレビ朝日）
  - 志村&所の戦うお正月（テレビ朝日、ABC朝日放送）
  - ザ・大接待（TBS）
  - 究極の食道楽SHOW すし!丼!ラーメン!（TBS）
  - プロ野球オールスタークイズ&ゲーム日本一（テレビ東京）
  - オロナミンC新春ジャイアンツスペシャル（日本テレビ）
  - HAMASHO完全版（読売テレビ）
  - 朝まで麻雀スタジアム（テレビ朝日）
- 2日
  - 究極!にっぽんの職人（テレビ東京）
  - 森田の特報天気2002（TBS）
  - 生放送!新春東西寄席（テレビ東京）
  - 名球会vsたけし芸能界ドリームチーム野球（テレビ朝日）
  - 完全なる料理の鉄人 JAPAN CUP'02（フジテレビ）
  - 新春に豪打2002（テレビ朝日）
  - 祝!!2002年版欽ちゃんのどこまでやるの!?（テレビ朝日）
  - 第39回新春かくし芸大会2002（フジテレビ）
  - 夢対決!とんねるずのスポーツ王は俺だ!スペシャル3（テレビ朝日）
  - ベストヒットUSAリターンズ（テレビ朝日）
  - 初笑い浪花の陣（ABC朝日放送）
- 3日
  - 初笑い東西寄席（NHK総合）
  - 全日本究極のドケチ大集合スペシャル（テレビ朝日）
  - 2002年だよ!クイズ・ドレミファドン!（フジテレビ）
  - プロ野球12球団対抗ボウリング大会（テレビ東京）
  - 女王様の部屋（中京テレビ）
  - ガチンコ視聴率バトル（テレビ朝日）
- 4日
  - 北島家の大新年会（テレビ東京）
  - 新春!とっておき米朝一座（関西テレビ）
  - プロ野球オールスタースーパーバトル（東海テレビ）
  - さんま・玉緒のお年玉あんたの夢をかなえたろかスペシャル（TBS）
  - 志村&鶴瓶のアブない交遊録4（テレビ朝日）
  - 春一番!笑売繁盛（MBS毎日放送）
- 5日
  - 中村玉緒&志村けんの無礼講だョ!大新年会PART2（フジテレビ）
  - ボク達同級生!〜プロ野球昭和40年会VS48年会東京横断大バトル〜（関西テレビ）
  - 世界絶叫映像もろ見えびっくり人間緊急来日ギネス爆裂スペシャル（日本テレビ）
  - プロ野球好珍プレー!日本一早い開幕宣言だスペシャル（TBS）
  - (秘)速報!!年末年始2002 ザ・視聴率ベスト30!!（日本テレビ）
- 6日
  - プロ野球オールスタースポーツフェスティバル（読売テレビ）
  - ホンモノの伊東一家は海外嫌い!?2（テレビ朝日）
  - 激録!交通警察24時（テレビ朝日）
  - トルシエの野望2（フジテレビ）
  - NEW YEAR ROCK FESTIVAL 2002（フジテレビ）
- 7日 - 草彅・おすぎとピーコの女子アナスペシャル2002（フジテレビ）
- 11日
  - 激闘大家族1023日間完全密着スペシャル（フジテレビ）
  - 世界に眠る幻の未公開(秘)映像大発掘スペシャル（TBS）
- 13日 - 涙と感動!全部見せますレコード大賞の舞台裏（TBS）
- 19日
  - 地球大紀行スペシャル フレーフレー!日本人 中澤裕子の黄金郷タイ幸福漂流記（中部日本放送）
  - 名球会チャリティーゴルフ（TBS）
  - 美人女子アナ冬の満開 歌って踊って大暴露（日本テレビ）
- 27日
  - 浅野ゆう子のメキシコ仰天グルメ旅（テレビ朝日）
  - 決定!第10回FNSドキュメンタリー大賞（フジテレビ / FNS28局）

### 2月放送
- 1日 - 超実録!!世にも奇妙な体験スペシャル（TBS）
- 3日
  - 人間ビジョンスペシャル 日本最北 愛しき野生たち〜利尻・礼文・サロベツの四季（北海道テレビ）
  - 謎の怪犯罪(秘)ファイル（テレビ朝日）
- 9日 - 世界の決定的瞬間!奇跡の生還・感動の復活劇（日本テレビ）
- 11日 - アジアへGO!（テレビ朝日）
- 16日 - 超豪華!!幸せ満腹ツアー2泊3日Part2（日本テレビ）
- 17日
  - さすらいの地引き網!インドネシア珍道中（中京テレビ）
  - 美しくやせたい女たちの驚異の記録（テレビ東京）
- 24日 - 全国美女探し漫遊記・南国編（テレビ朝日）

### 3月放送
- 8日
  - 春の皇室スペシャル'02 愛子さまに春が来た!美智子さまから雅子さまへ…（TBS）
  - 第25回日本アカデミー賞授賞式（日本テレビ）
- 10日 - 輝け!ゴールデンアロー賞発表!グランプリ（テレビ朝日）
- 15日 - グレートジャーニー8 FINAL（フジテレビ）
- 17日 - 第32回広告大賞（フジテレビ、関西テレビ）
- 19日 - ドリフ大爆笑25周年傑作選（フジテレビ）
- 21日
  - JNN共同制作番組 アイランド（長崎放送）
  - 骨のある人間の作り方II（フジテレビ）
- 23日 - プロ野球ってナンだ!?開幕スペシャル（テレビ朝日）
- 24日 - アッコへの挑戦状SP ガチンコ(秘)三番勝負2（テレビ朝日）
- 26日
  - 国民脳力ランキング!クイズ!常識の時間（日本テレビ）
  - ルーツ・オブ・ミュージックII（フジテレビ）
- 27日 - 春は女子アナ歓迎会 ニュースの女王決定戦（日本テレビ）
- 29日 - キャイ〜ン&ユースケ 炎の恋愛バトル（TBS）

### 4月放送
- 2日 - 爆笑問題の世界の大失態全部見せますスペシャル オーマイガーッ!!2（ABC朝日放送）
- 3日 - プロ野球好珍プレー!炎の開幕ダッシュ宣言緊急生放送スペシャル（TBS）
- 6日 - 紳助の謎と恐怖の大スクープ（テレビ朝日）
- 7日 - 関西限定!!春はさんまからスペシャル2（読売テレビ）
- 13日 - 緊急指令!!これマジ!?世界の不思議徹底解明スペシャル!!（テレビ朝日）※レギュラー終了後初
- 21日 - 発表!第37回上方漫才大賞（関西テレビ）
- 26日 - ここがヘンだよ日本人・新装開店2時間スペシャル（TBS）※レギュラー終了後初
- 28日 - 第50回兵庫リレーカーニバル（サンテレビ）

### 5月放送
- 6日 - 高田・久本・ビビアン最強の料理人を探せ! 秘境!中国四川省の旅（中京テレビ）
- 10日 - 超人気スター(秘)デビューの瞬間映像大公開スペシャル!! Part3（TBS）

### 6月放送
- 9日 - 徳光&紗理奈の地元で遊ぼうPART6（日本テレビ）
- 22日 - 寛平隊長とチビッ子隊員秘境留学スペシャルII ベトナム・海に浮かぶ小学校と山岳民族の村（関西テレビ）
- 24日 - ネイチァリングスペシャル（テレビ朝日）
- 30日
  - 20周年だヨ!温泉集合トミーズクネクネの湯（MBS毎日放送）
  - ニッポンを釣りたい!（テレビ新広島）

### 7月放送
- 5日
  - ここがヘンだよ世界の大家族!お父さんお母さん絶叫ドッキリスペシャル（TBS）
  - 第33回夏祭りにっぽんの歌（テレビ東京）
- 6日 - 中間発表!第35回日本有線大賞（TBS）
- 6日〜7日 - FNS27時間テレビ みんなのうた 〜あの素晴らしい日本をもう一度〜（フジテレビ）
- 7日 - 徳光・愛が行く!シンガポール珍道中超豪華VS激安ツアー
- 25日 - 世界最大規模!水と炎と浪速根性 夏が際立つ天神祭生中継燃える想いに和みをこめて（テレビ大阪）
- 26日 - 恐るべきコドモたち2・その本音と実態に大人驚天動地SP!（TBS）
- 27日
  - 独占生中継!第25回隅田川花火大会（テレビ東京）
  - さまぁ〜ずの若手で笑っちゃったよ2（テレビ東京）

### 8月放送
- 4日 - お得な温泉宿いっぱい宿泊料金当てバトル3（テレビ朝日）
- 10日
  - みのもんたVS美女ジャンケン旅II（中京テレビ）
  - 第34回思い出のメロディー(NHK総合)
- 11日 - じゃがいもの会チャリティーショー（テレビ朝日）
- 16日 - さんま・玉緒・美代子のいきあたりばったり珍道中5 in イタリア（フジテレビ）
- 17日〜18日 - 24時間テレビ25「愛は地球を救う」（日本テレビ）
- 24日 - 西嶋龍のオデッセイ7（フジテレビ）
- 25日 - 突撃ほかほかごはん隊! 情熱のスペイン珍道中（中京テレビ）
- 30日
  - 史上最強!新ラーメン&食べ放題ランキング（テレビ東京）
  - ライオンスペシャル 第22回全国高等学校クイズ選手権（日本テレビ）
- 31日
  - 志村けんの爆笑ぶらり旅（広島テレビ）
  - 世界緊急救出まる見え奇跡レスキュー特別編（日本テレビ）
  - よせもんゴージャス（MBS毎日放送）
  - モモコ一家の笑いと感動カナダ紀行（関西テレビ）
  - 第26回鳥人間コンテスト選手権大会（読売テレビ）

### 9月放送
- 1日 - 上沼恵美子・瀬川瑛子・朝丘雪路 爆笑!珍道中 in 香港（MBS毎日放送）
- 6日 - 秋の皇室スペシャル'02（TBS）
- 7日 - やすしきよしの夏休み'02わがまま爆笑珍道中（関西テレビ）
- 15日
  - 第47回上方漫才まつり（MBS毎日放送）
  - 第8回全日本国民的美少女コンテスト（テレビ朝日）
- 18日
  - 東京下町5つ子ちゃん成長記10（TBS）
  - 中居正広の家族会議を開こう!スペシャル7（TBS）
- 19日 - 明石家さんまの全世界版笑う大捜査線2!!（日本テレビ）
- 22日
  - 黒柳徹子のユニセフ報告・リマニア訪問（テレビ朝日）
  - 志村けんの激ウマ列島縦断・湯けむり秘伝の味スペシャル（テレビ朝日）
- 26日 - 私は死にかけた!!奇跡の生還・有名人特別版3（日本テレビ）
- 28日 - プロ野球ってナンだ!?（テレビ朝日）

### 10月放送
- 1日
  - BAKI×2異種格闘スペシャル とんでもファイトコロシアム（ABC朝日放送）
  - TOKIO!史上最強ドッキリウォーズ〜エピソードI〜（TBS）
- 18日 - 巨大病院救命最前線!母と子の命を救え!完全密着24時スペシャル（TBS）
- 22日 - ジャニーズVS世界最強アスリート大激突SP 炎の体育会No.1決定戦（TBS）
- 26日 - 間寛平のあっちこっち丁稚（ABC朝日放送）
- 27日
  - 社会福祉大相撲（テレビ朝日）
  - 第2回吉本陸上競技会（MBS毎日放送）

### 11月放送
- 24日 - 第35回日本作詩大賞（テレビ東京）
- 30日 - ALL JAPANリクエストアワード（読売テレビ）

### 12月放送
- 1日 - 憧れのリゾート暮らしびっくりバスツアー（テレビ朝日）
- 5日 - 2002FNS歌謡祭（フジテレビ）
- 13日 - 発表!!第35回日本有線大賞（TBS）
- 14日
  - 第31回上方お笑い大賞（読売テレビ）
  - 小学生クラス対抗30人31脚全国大会2002（テレビ朝日）
- 15日 - 大爆笑!江川・掛布のゴルフ巨人×阪神戦（読売テレビ）
- 17日
  - 炎の激撮(秘)100連発!!大都会トラブル完全密着24時（フジテレビ）
  - 衝撃スクープ裏のウラ 全部ホンモノ最強版（日本テレビ）
- 18日
  - 1億3000万人が選ぶ!ベストアーティスト30（日本テレビ）
  - 報道スクープ決定版'02（TBS）
- 21日 - さんま&SMAP!美女と野獣のクリスマススペシャル'02（日本テレビ）
- 23日
  - サントリー1万人の第九（MBS毎日放送）
  - ろみひー(秘)履歴SHOW超大物スター限定SPII（中京テレビ）
- 24日 - 明石家サンタの史上最大のクリスマスプレゼントショー（フジテレビ）
- 26日
  - となりの夫婦SHOW（日本テレビ）
  - X-TRAIL JAM（日本テレビ）
- 27日
  - TV公開生捜査!!あの未解決ミステリー&重大事件の謎を追え（フジテレビ）
  - ウリナリ芸能人社交ダンス部 大復活!海外進出記念熱き7年の全記録スペシャル（日本テレビ）
  - さんま・清の夢競馬2002（関西テレビ）
- 28日
  - 今年の主役にアポなし直撃!!ワイドショーSP 2002（テレビ朝日）
  - 徳光&中居の体育会系スポーツ大新年会スペシャル "年末も無礼講ッす"（日本テレビ）
  - ウッチャンナンチャンお笑いバトル2002!（TBS）
  - 野球狂のネタ4（関西テレビ）
- 29日
  - オートバックスM-1グランプリ2002（ABC朝日放送）
  - NTV紅白歌の祭典'02（日本テレビ）
- 30日
  - ワイドショーの主役6（テレビ朝日）
  - ドリフ大爆笑全員集合スペシャル（フジテレビ）
  - TV本放送50周年企画 ザ・ベストテン2002（TBS）
  - オールザッツ漫才（MBS毎日放送）
  - 朝まで生つるべ（テレビ朝日）
- 31日
  - 大みそか開運生テレビ（フジテレビ）
  - 第35回年忘れにっぽんの歌（テレビ東京）
  - 第44回輝く!日本レコード大賞（TBS）
  - 第53回NHK紅白歌合戦（NHK総合）
  - ナイナイのカウントダウンで炎に突入せよ!（日本テレビ）

### 1年間で複数回放送された特番
- 1月1日(4.5H)、3月27日(2H) - 最強の男は誰だ!壮絶筋肉バトル!!スポーツマンNo.1決定戦（TBS）
- 1月1日(2.5H)、4月4日(2.5H)、9月24日(2.5H) - ものまねバトル（日本テレビ）
- 1月2日、3月1日 - 涙と意地の銭バトルどん底会社救済スペシャル（TBS）
- 1月2日、4月2日 - ブレイクブラザーズ（フジテレビ）
- 1月3日、4月2日 - フードバトルクラブ（TBS）
- 1月3日、4月4日 - 爆笑問題の死ぬかと思った（フジテレビ）
- 1月4日、7月21日 - 嵐のなりきりバラエティー 犬のキモチになってみましたワン!（フジテレビ）
- 1月4日(2.5H)、5月4日(2H・総集編) - はじめてのおつかい（日本テレビ）
- 1月4日、10月3日 - しのぶ&まさみSHOW（フジテレビ）
- 1月5日(1.5H)、4月9日(1H)、10月1日(1H) - おすぎとピーコの本ばんですよ!（テレビ朝日）
- 1月5日、4月6日 - THEわれめDEポン（フジテレビ）
- 1月6日、9月25日、12月26日 - 世界危険映像まる見え恐怖の怪奇事件大捜索スペシャル（日本テレビ）
- 1月10日(2H)、3月27日(2H)、9月18日(2.5H) - あの人は今!?（日本テレビ）
- 1月12日、4月5日、9月21日 - ブレインサバイバー（TBS）
- 1月18日(2H)、6月7日(1H)、6月14日(2H)、11月8日(2H) - 熱血警察官24時!全国縦断大捜査スペシャル（TBS）
- 1月20日 - 高田・大竹・渡辺のオヤジ三人旅 まぐろ街道・看板娘を探せ!（中京テレビ）
- 1月25日、8月23日、12月31日 - 世界が驚く!完全実録・日本の仰天三面記事（TBS）
- 1月26日 - 日本縦断ふるさと自慢（日本テレビ）
- 1月27日、7月28日 - 田原総一朗の戦後史を辿る旅（テレビ朝日）
- 1月26日、7月27日 - さんま・所の乱れ咲き花の芸能界オシャベリの殿堂（日本テレビ）
- 2月8日、9月20日 - 標的はあなた!大都会最新犯罪ファイルスペシャル 手口完全公開!まさかの決定的瞬間（TBS）
- 2月15日、7月19日 - '02最新実録決定版!究極のワケあり家計簿超ノゾき見スペシャル!（TBS）
- 2月16日、10月2日 - 7男2女11人大家族・石田さんチが大騒ぎ（日本テレビ）
- 2月22日、10月7日 - ここまで見せる? 壮絶大追跡!!あの人は今!（TBS）
- 2月26日 - 嵐を呼ぶ大家族!3男6女11人!!壮絶お引越しスペシャル（TBS）
- 3月2日、9月7日 - FBI超能力捜査官（日本テレビ）
- 3月4日(1H)、3月11日(1H)、3月18日(1H)、4月3日(2.5H) - 人に言えない裏人生・完結編（フジテレビ）
- 3月18日、9月16日 - 衝撃!カメラは見た!!壮絶夫婦ゲンカ!ダメ夫に妻ブチギレ完全実況中継SP（テレビ朝日）
- 3月19日、9月22日 - 今夜!完全大包囲網!!テレビ公開大捜査SP あの未解決事件を追え（TBS）
- 3月21日、12月31日 - 史上最大!全国民が選ぶ…美味しいラーメン屋さんベスト99（日本テレビ）
- 3月26日、10月1日、12月24日 -  爆笑そっくりものまね紅白歌合戦スペシャル（フジテレビ）
- 3月26日、9月24日 - 潜入!大都会 事件の最前線直撃24時（テレビ朝日）
- 3月26日、9月17日 - 全国警察犯罪捜査網（日本テレビ）
- 3月27日、6月26日 - 雨上がり・DonDoko・ガレッジ ワンナイR&Rスペシャル（フジテレビ）※パイロット版
- 3月29日、9月25日、12月28日 - オールスター赤面申告!ハプニング大賞（TBS）
- 3月30日、9月28日 - オールスター感謝祭'02春・秋 超豪華!クイズ決定版(TBS)
- 4月1日、9月30日 - 名曲ベストヒット歌謡（テレビ東京）
- 4月2日、10月2日 - 愛子さま、すくすく日記（テレビ朝日）
- 4月2日 - 爆笑と感動の超決定版 ニッポンのお母ちゃん 愛(秘)実録スペシャル（TBS）
- 4月4日、10月3日 - 衝撃リポート!!世界の怪奇現象・大追跡スペシャル（日本テレビ）
- 4月7日、10月20日 - 豪邸珍邸こだわりの家 自慢の我が家大公開（テレビ朝日）
- 4月7日、10月6日 - 感涙SP!!皆さん泣いて頂きまSHOW（ABC朝日放送）
- 4月13日、10月4日 - 激闘カリスマ先生 ダメな子育てを叩き直せるのか!?スペシャル（日本テレビ）
- 4月20日、10月13日 - ますだおかだの大決着!!（読売テレビ）
- 4月20日、12月7日 - 撮影禁止…の先3・4（日本テレビ）
- 4月27日、10月19日 - 史上最強の億万長者4・5（日本テレビ）
- 5月3日、5月25日、7月27日、8月17日、9月23日 - 徳光和夫の歌謡スペシャル（テレビ東京）
- 5月17日、10月4日 - 全国家出人テレビ公開大捜査スペシャル（TBS）
- 5月19日。7月21日、8月24日、9月29日、10月20日、11月17日 - きよし・なるみのめっちゃ!漫才（テレビ大阪）
- 6月1日、12月14日 - ZAIMAN11・12（読売テレビ）
- 6月22日、10月19日、12月7日 - 笑いの超新星 ROUND1・2・3（読売テレビ）
- 7月1日、12月24日 - カメラが見た決定的瞬間!!大放出スペシャル（テレビ朝日）
- 8月13日、12月21日 - 夢見るタマゴ!熱血浜田塾（NHK総合）
- 9月4日 - 列島縦断激録警察24時（テレビ朝日）
  - 12月11日 - 大都会列島警察激録24時!!総力生放送スペシャル
- 9月8日、12月29日 - おねだり怪盗GO!マウス（MBS毎日放送）
- 9月18日、 - タイムショック芸能人10×10バトルロワイヤル（テレビ朝日）
- 9月19日、10月3日 - 黒柳徹子&香取慎吾 世界ユートピア計画!（TBS）
- 10月3日、12月27日 - 苦節14年 初冠特別番組 雨上がり決死隊!!（テレビ朝日）
- 10月14日、12月7日 - 桂三枝のおいしさ自慢（MBS毎日放送）

## レギュラー番組のスペシャル版
各テレビ番組の項目に拡大版の記述があるものを除く。拡大版の記述がある番組は、各番組の項目も参照。
- 1月1日
  - 皇室ご一家新春スペシャル（フジテレビ）
  - 新春ズームイン!!SUPER2002（日本テレビ）
  - 祝!笑てん声慎吾SP（日本テレビ）
  - 紳助の正月マンダラ台湾スペシャル（関西テレビ）
- 1月2日
  - ザ・ロングインタビュー〜21世紀のカリスマたち大いに語る〜（BSフジ、フジテレビ）
  - 皇室アルバム新春特別番組 愛子さまよく来てくれておめでとう皇太子ご夫妻お慶びの天皇ご一家（MBS毎日放送）
  - 新春くいしん坊!万才お正月だ!スペシャル（フジテレビ）
  - 今夜も千両箱!!2002お正月スペシャル（テレビ東京）
  - 新春フジリコ!!超大物特製プレミア物タダであげます（読売テレビ）
  - お正月だよ吉本新喜劇全員集合!!（MBS毎日放送）
  - 痛快!明石家電視台正月スペシャル（MBS毎日放送）
- 1月2日、4月7日(1H)、10月6日(1H) - 新・平成日本のよふけスペシャル（フジテレビ）
- 1月3日
  - やじうまワイド新春版（テレビ朝日）
  - 新春ワイドショーSP（テレビ朝日）
  - 新春!はなまる豪華版 味自慢スターのおめざ（TBS）
  - フィレンツェ・ルネサンスの光芒（BSジャパン、テレビ東京）
  - ウンナンのお正月から気分は上々。スペシャル（TBS）
  - 走れ!ガリバーくん2002年お正月スペシャル〜白浜温泉慰安旅行〜（関西テレビ / FNS系列西日本ブロックネット）
  - 快傑えみちゃんねる新春スペシャル（関西テレビ）
  - ここがヘンだよ日本人 恒例第1回緊急宣言!?（TBS）
  - ぷらちなロンドンブーツ新春スペシャル（テレビ朝日）
  - オトセン!スペシャル（TBS）
  - 給与明細スペシャル（テレビ東京）
  - お正月だよ!つるまげどん新春スペシャル（MBS毎日放送）
- 1月4日
  - めざましテレビスペシャル 長嶋茂雄で元気になろう（フジテレビ）
  - ディズニータイムスペシャル（テレビ東京）
  - ザ・ワイドおまたせ!新春4時間拡大SP!!（日本テレビ、読売テレビ）
  - AX-MUSIC DX（日本テレビ）
- 1月4日、5月2日 - ワールドプロレスリングスペシャル（テレビ朝日）
- 1月5日
  - ぶらり途中下車の旅スペシャル（日本テレビ）
  - TVおじゃマンボウ超豪華お宝版（日本テレビ）
  - 芸能人天ぷら女王決戦 愛のエプロン大賞2002（テレビ朝日）
  - BEST HIT TV 新春スペシャル（テレビ朝日）
- 1月6日
  - いつみても波瀾万丈スペシャル（日本テレビ）
  - ズームイン!!SUPER NG投稿(秘)映像150連発衝撃!!爆笑スペシャル（日本テレビ）
- 1月7日 - 痛快!明石家電視台スペシャル豪華総集編（MBS毎日放送）
- 1月8日(2.5H)、4月2日(2.5H)、10月8日(2.5H) - 踊る踊る踊る!さんま御殿!!スペシャル（日本テレビ）
- 1月9日(2H)、2月20日(2H)、3月6日(2H)、3月20日(2H)、4月10日(2H) - ダウンタウン777（MBS毎日放送）
- 1月11日(2H) - ウリナリ決死の大冒険初夢は叶うのかよSP（日本テレビ）
- 1月16日、4月10日 - せきらら白書2時間スペシャル（テレビ朝日）
- 2月4日、3月18日、10月14日 - 解決!クスリになるテレビ2時間スペシャル（テレビ東京）
- 2月11日(2H)、3月25日(2H)、9月16日(2H) - 徳光和夫の情報スピリッツ2時間スペシャル（テレビ東京）
- 2月11日(2H)、3月18日(2H)、9月23日(2H・最終回) - 愛の貧乏脱出大作戦2時間スペシャル（テレビ東京）
- 2月13日(2H)、4月10日(2H・最終回) - ウンナンのホントコ!2時間スペシャル（TBS）
- 2月24日(1.5H) - 情熱大陸extra完全保存版・サッカー日本代表（MBS毎日放送）
- 3月2日 - テレビ寺子屋科学スペシャル 縦走!奇跡の街道〜緑と水の葉オーストラリア（テレビ静岡）
- 3月4日(1.5H) - キスだけじゃイヤッ!超おもろすぎる特別版（読売テレビ）
- 3月16日(1.5H)、4月14日(2H・ゴールデン)、8月28日(1.5H・ゴールデン)、12月21日(1.5H) - SmaSTATION!!スペシャル（テレビ朝日）
- 3月25日
  - タイムショック21 2000万か?ゼロか?芸能人最強クイズ王10vs10バトルロワイヤルスペシャルIII（テレビ朝日）
  - はねるのトびら深夜の最終回スペシャル（フジテレビ）
- 3月28日、9月26日、12月19日 - とんねるずのみなさんのおかげでした特大スペシャル（フジテレビ）
- 3月28日(最終回) - トゥナイト2最終回スペシャル（テレビ朝日）
- 3月28日 - 堺屋太一のビジネスリーダースペシャル（フジテレビ、BSフジ）
- 3月29日、10月11日、12月20日 - 世界痛快伝説!!運命のダダダダーン!スペシャル（ABC朝日放送）
- 3月31日
  - あっぱれさんま大先生春のあっぱれ裁判スペシャル（フジテレビ）
  - MUSIX! 春の2時間拡大スペシャル!（テレビ東京）
- 4月3日(2H)、10月9日(2H)、11月13日(3H) - いい旅・夢気分スペシャル（テレビ東京）
- 4月3日(2H)、10月2日(2H) - ザ!世界仰天ニュース史上最低の凶悪事件恐怖の真実スペシャル（日本テレビ）
- 4月3日 - 仕立屋工場下克上スペシャル（フジテレビ）
- 4月5日、10月4日 - ペット大集合!ポチたま2時間スペシャル（テレビ東京）
- 4月6日 - すごーくおそく起きた朝は…オンステージ直前SP（フジテレビ）
- 4月6日(2H)、9月21日(2H・最終回) - THE夜もヒッパレスペシャル（日本テレビ）
- 4月8日(2H・初回)、9月25日(2H・最終回) - ウィーケストリンク☆一人勝ちの法則スペシャル（フジテレビ）
- 4月9日、10月8日、12月24日 - 開運!なんでも鑑定団2時間スペシャル（テレビ東京）
- 4月9日(2H) - ジャングルTV ついに登場!鉄人・道場六三郎と対決スペシャル（MBS毎日放送）
- 4月12日、10月4日 - B.C.ビューティー・コロシアム2時間スペシャル（フジテレビ）
- 4月12日、9月20日 - クイズ赤恥青恥2時間スペシャル（テレビ東京）
- 4月13日、5月4日、5月18日 - テレビ王スペシャル（テレビ朝日）
- 4月14日 - おしゃれカンケイ1時間スペシャル（日本テレビ）
- 4月18日 - 新!ウルトラショップ爆笑ハイ&ロー大集合世界の珍人スペシャル（日本テレビ）
- 4月19日(2H・初回) - ¥マネーの虎2時間特別篇（日本テレビ）
- 5月11日 - フジテレビサンケイクラシック30周年記念 ジャンクSPORTS GOLF!GOLF!!GOLF!!!SPECIAL（フジテレビ）
- 5月12日 - 嗚呼!ニッポンの兄弟 感動保存スペシャル（MBS毎日放送）
- 6月16日 - 堂本兄弟1時間スペシャル（フジテレビ）
- 7月6日 - ZIP!激突昼あがり!どまんなか 爆笑対抗カレーのおじさまスペシャル（関西テレビ）
- 8月3日 - おもいッきりテレビ特別版!15年間に放送した健康法19000の中でスゴイ効果…みのが選ぶ究極のベスト20（日本テレビ）
- 8月24日
  - 所さんの目が点々!?…まだ間に合う!夏休み宿題解決スペシャル（日本テレビ）
  - 天!お笑い芸能事務所仁義なき頂上決戦スペシャル（TBS）
- 9月7日 - HAMASHO緊急・浜田&笑瓶がロサンゼルスのダチに会いに行こかSP（読売テレビ）
- 9月8日 - ズームイン!!SUPERスペシャル・東海道5000キロを歩け!小学生7人の大冒険（日本テレビ）
- 9月17日(2H) - 現代進行形TV イマジン!がん最前線スペシャル（ABC朝日放送）
- 9月18日(2H・最終回) - ザ・レターズ 大告白親への感謝の芸能人スペシャル（フジテレビ）
- 9月22日 - 大改造!!劇的ビフォーアフター2時間スペシャル（ABC朝日放送）
- 9月29日、12月21日 - 決定!これが日本のベスト100 2時間スペシャル（テレビ朝日）
- 10月1日 - さまぁ〜ずと優香の怪しいホール貸しちゃうのかよ!!スペシャル（テレビ朝日）
- 10月5日(最終回) - ナビゲーター21スペシャル（テレビ東京）
- 10月6日
  - 行列のできる法律相談所 あなたの怒りをお金に換算!取れるだけ取ってやるぞスペシャル!!（日本テレビ）
  - 日経スペシャル ガイアの夜明け2時間拡大版（テレビ東京）
- 10月7日 - バッテン・チョイス クイズ!ヘキサゴン2時間スペシャル（フジテレビ）
- 10月12日 - 快傑えみちゃんねる秋の芸能界無礼講スペシャル!!（関西テレビ）
- 10月14日 - ゲームEXスペシャル（テレビ東京）
- 10月16日 - ニュースJAPANスペシャル「検証C型肝炎」（フジテレビ）
- 10月19日(2H・初回)、12月28日(2H) - 土曜の奇跡!TVのチカラスペシャル（テレビ朝日）
- 11月4日 - 板東英二の欲バリスペシャル 発掘!欲バリストの特選品（MBS毎日放送）
- 11月23日 - あさやん!スペシャル ひるやん!〜原田伸郎オススメとっておきの秋の京都（MBS毎日放送）
- 12月8日 - 女子アナロッカールームスペシャル（日本テレビ）
- 12月17日 - 旅の香り 時の遊び2時間スペシャル（テレビ朝日）
- 12月18日
  - 恋の大バカヤロー!嵐の恋愛法廷このままじゃ年越せねーよSP（TBS）
  - タモリ&安藤優子のSuperスーパーニュースSpecial（フジテレビ）
- 12月19日(1.5H) - 銭形金太郎スペシャル（テレビ朝日）
- 12月20日(3H) - 虎の門3時間スペシャル（テレビ朝日）
- 12月21日
  - 体育王国2時間スペシャル（TBS）
  - あしたのG有馬記念前夜祭スペシャル（フジテレビ）
- 12月23日
  - Xmas(秘)超緊急放出世界まる見え特大スペシャル（日本テレビ）
  - 東京I指令!!スーパーモデルいやし系ツアー（テレビ朝日）
  - 東京キャンパス・バウンドスペシャル（テレビ朝日）
- 12月24日
  - 恋愛マスタースペシャル 恋人達のラブソング100…クリスマスの記憶（TBS）
  - マジ?カル?マジっすか!クリスマス生放送SP（MBS毎日放送）
  - Mの黙示録スペシャル（テレビ朝日）
- 12月25日
  - 爆笑おすピー問題!今夜は6時半だよスペシャル（フジテレビ）
  - たかじんONE MAN ザ・まいど特大号（MBS毎日放送）
  - 堂本剛の正直かなりしんどい（テレビ朝日）
- 12月26日
  - ぷらちなロンドンブーツ2002冬 北の国からイタリアへ父さん…僕ら9700キロも来たわけで…SP!!（テレビ朝日）
  - NANDA!?60分スペシャル（テレビ朝日）
  - そんな所で…スペシャル（テレビ朝日）
- 12月27日 - さまぁ〜ずと優香の怪しい××貸しちゃうのかよ!!スペシャル（テレビ朝日）
- 12月28日
  - 渡辺篤史の建もの探訪スペシャル（テレビ朝日）
  - サタデー総合研究所年末スペシャル（テレビ朝日）
  - THE フィッシングスペシャル（テレビ大阪）
  - BB-WAVE.tvスペシャル（テレビ東京）
  - MUSIC EDGE + Osaka Style Goodbye2002 Special!!（MBS毎日放送）
- 12月29日
  - 皇室日記スペシャル（日本テレビ）
  - サンデーモーニング15周年歳末拡大版!（TBS）
  - おそく起きた朝は…ハガキに感謝!1時間スペシャル（フジテレビ）
  - ぷいぷい2002 角の☆印スペシャル〜コレデイイノダ!?〜（MBS毎日放送）
  - 追跡!とくダネ特捜部2002 あの事件の真相（フジテレビ）
  - おはスタ年忘れスペシャル（テレビ東京）
  - 超合体!特大生放送!!バンキシャ!プラス1（日本テレビ）
  - むちのち!スペシャル（MBS毎日放送）
- 12月30日 - ベストタイム リフォーム大計画2002神ワザ殿堂スペシャル（TBS）
- 12月31日
  - クイズ!紳助くん年末スペシャル（ABC朝日放送）
  - みかさつかさパ〜っと忘年会スペシャル（MBS毎日放送）